# Château de Puyguilhem (Villars)
Pour les articles homonymes, voir Château de Puyguilhem.
Le château de Puyguilhem, protégé au titre des monuments historiques et ouvert au public, est situé sur la commune de Villars, dans le département français de la Dordogne. Bâti au XVIe siècle, le château arbore un style Renaissance, proche de celui des châteaux de la Loire.

## Historique
Le 14 mai 1464, noble homme Jehan Flamenc a rendu hommage pour la maison noble de Puyguilhem et son chastel de Condat.
Le repaire noble de Puyguilhem et le chastel de Condat ont été acquis par Pierre Mondot de La Marthonie, premier président au parlement de Guyenne, entre 1509 et 1512, de Jacques Muraut, seigneur de Bort, et Alzias Flamenc, seigneur de Romain. Il ne reste de cette maison noble que quelques souterrains. En 1515, le roi François Ier voulant reconnaître ses services, l'a fait venir du parlement de Bordeaux où il était premier président pour le nommer premier président du Parlement de Paris le 3 février 1514/1515. Il avait été remarqué par Louise de Savoie qui en a fait son conseiller juridique.
La construction du château de Puyguilhem démarre en 1513, commanditée par Mondot de La Marthonie. L'homme est un proche de François Ier et de sa mère Louise de Savoie. Il administre le royaume lorsque le roi est en guerre en Italie. Mondot de La Marthonie meurt à Blois en 1517 dans des circonstances obscures. La construction a dû être poursuivie par son frère Gaston de La Marthonie, évêque de Dax, pour son neveu, Geoffroy de La Marthonie.
Il semble que l'édification se soit déroulée en deux étapes : la première s'achevant en 1524, date inscrite dans la frise de la tourelle d'escalier, comprenant les fondations, une partie de la tour d'angle et la tourelle hexagonale, la seconde suivant de près, qui voit le château s'achever en 1535.

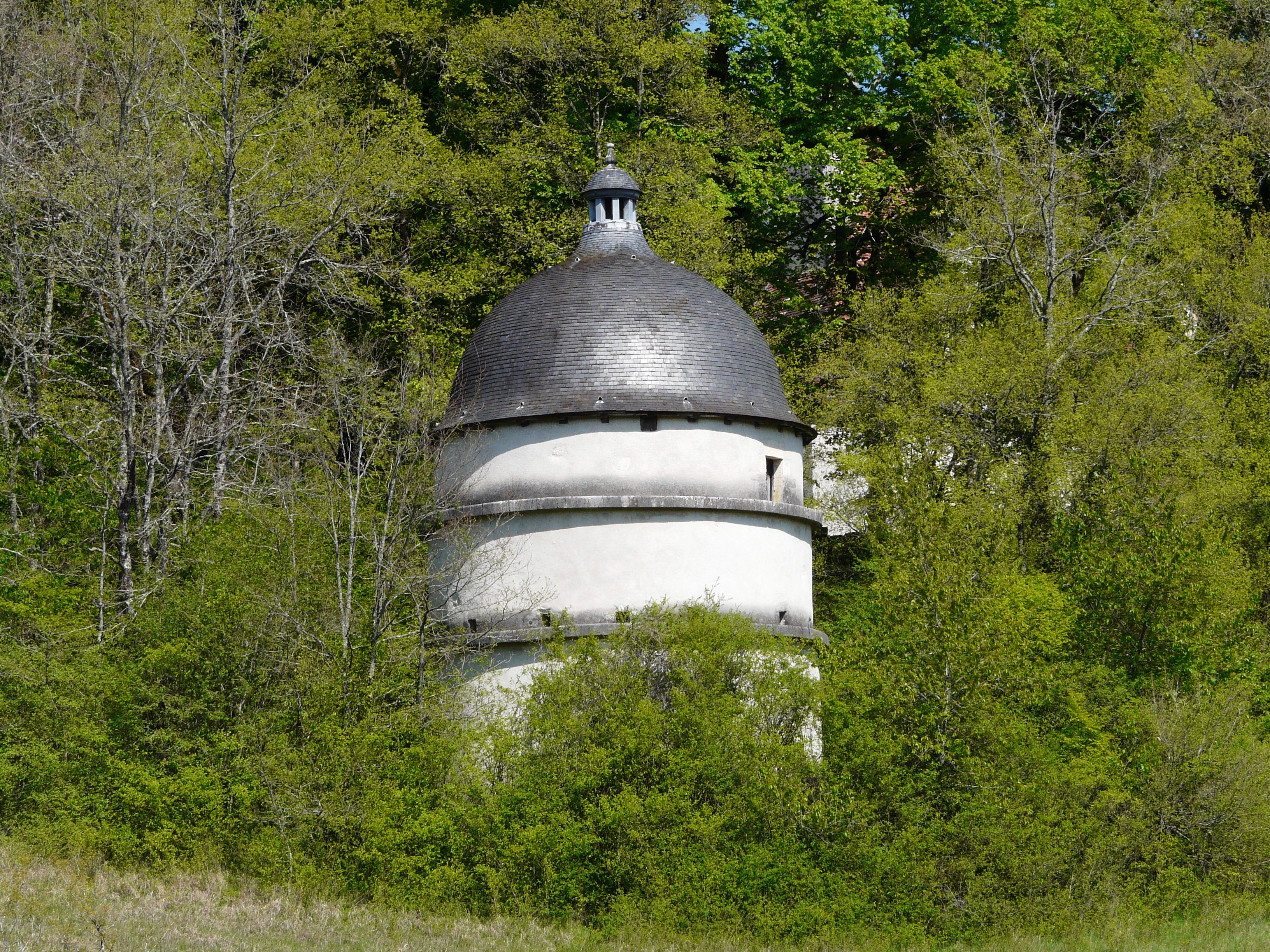
Le pigeonnier.

Sa conception oscille entre deux époques, médiévale et Renaissance. Plusieurs éléments rappellent en effet le style gothique du Moyen Âge, notamment l'absence de symétrie de l'édifice et les parties intérieures tandis que la façade extérieure évoque celles des châteaux de la Loire que son propriétaire connaît bien puisqu'il fréquente la cour du Roi.
Le château est modeste dans ses dimensions. Pierre Mondot de La Marthonie le destinait à servir de résidence secondaire et relais de chasse. Son aménagement comporte les pièces strictement nécessaires à la vie d'un noble de l'époque. Le parc contient aussi un pigeonnier.
Le château est resté dans la famille de La Marthonie puis est passé par mariage dans la famille de Chapt de Rastignac.
En 1938, l'État exproprie pour cause d'utilité publique son propriétaire qui a laissé le château tomber en ruine. Il entame une restauration qui durera 20 ans. Le château de Puyguilhem est géré depuis février 2008 par le Centre des monuments nationaux.

### Classement
L'édifice a été classé au titre des monuments historiques en 1881, puis déclassé en 1887.[réf. nécessaire]
Finalement, il fait l’objet d’un classement au titre des monuments historiques depuis le 20 mars 1912.
Les abords du château, bois et terrains, sont inscrits par arrêté du 19 mai 1945.

## Galerie

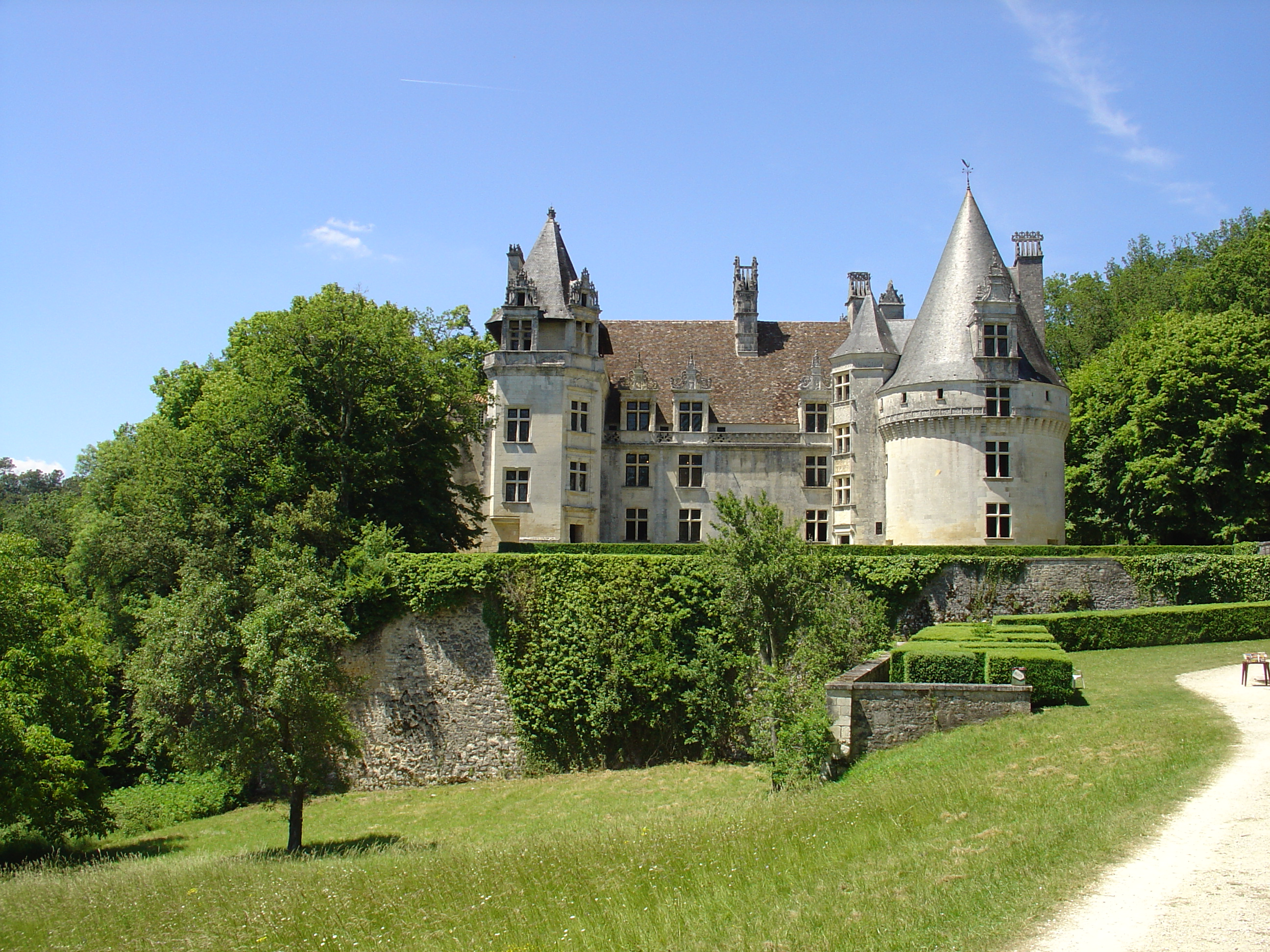
L'entrée du château.
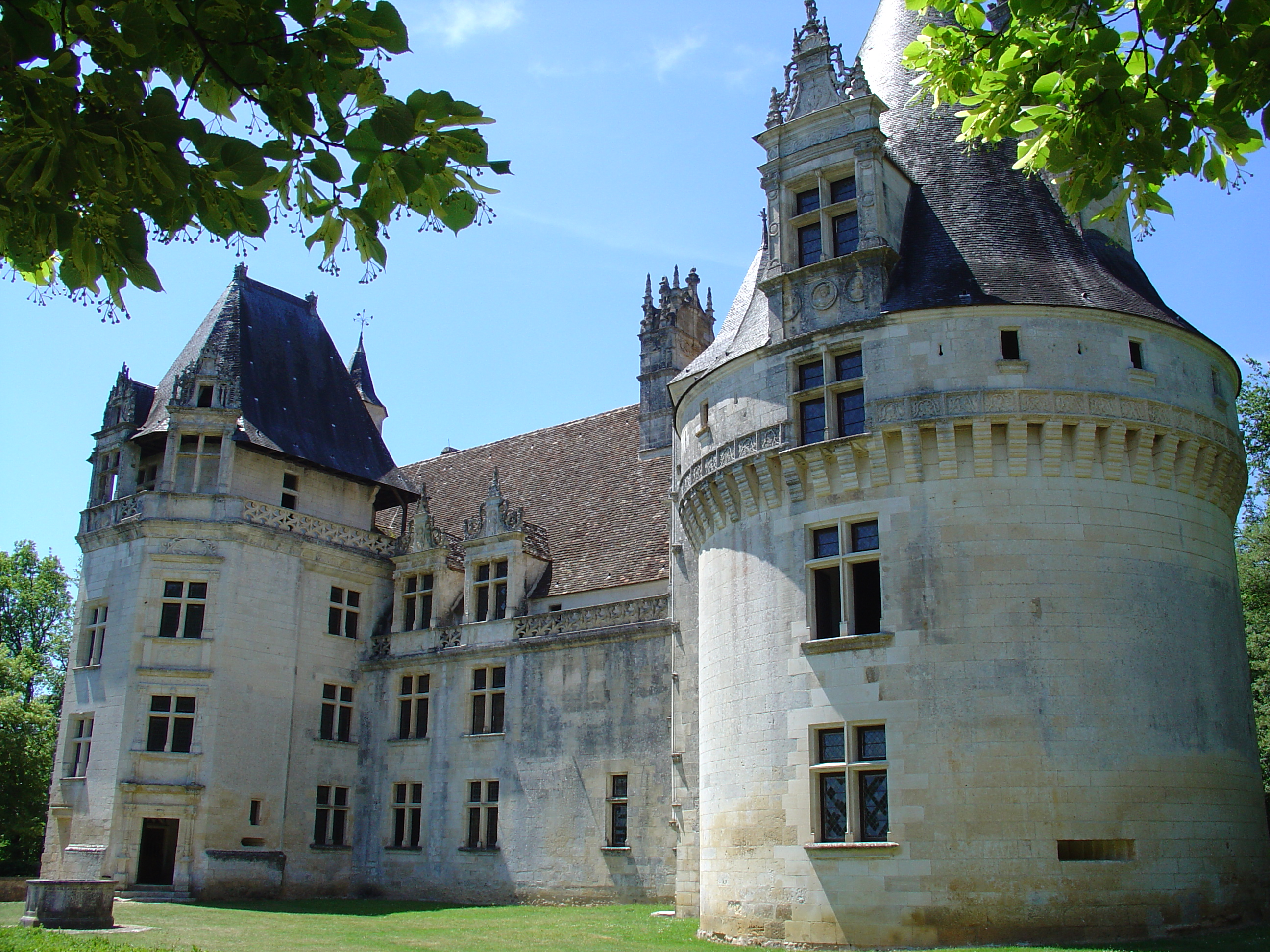
La façade principale.
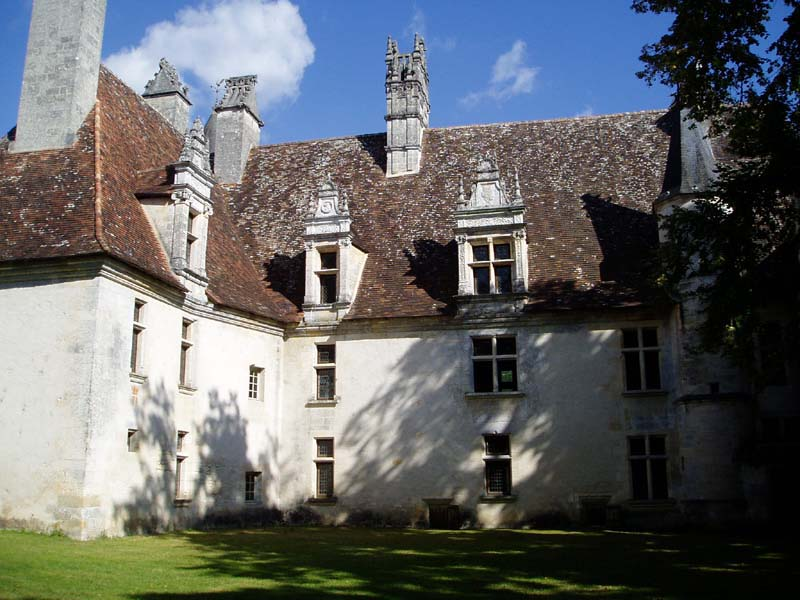
La façade arrière.
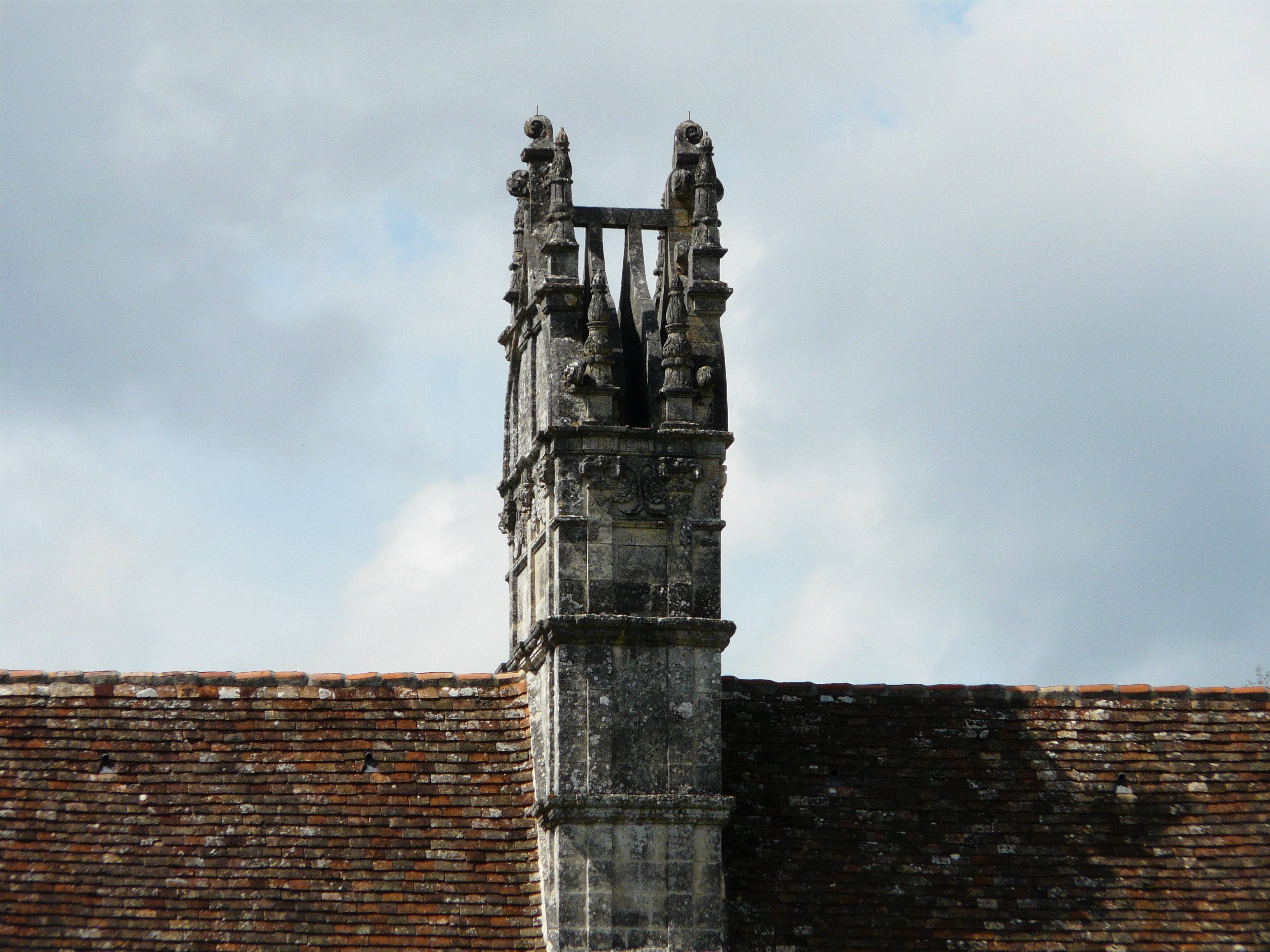
Une cheminée.
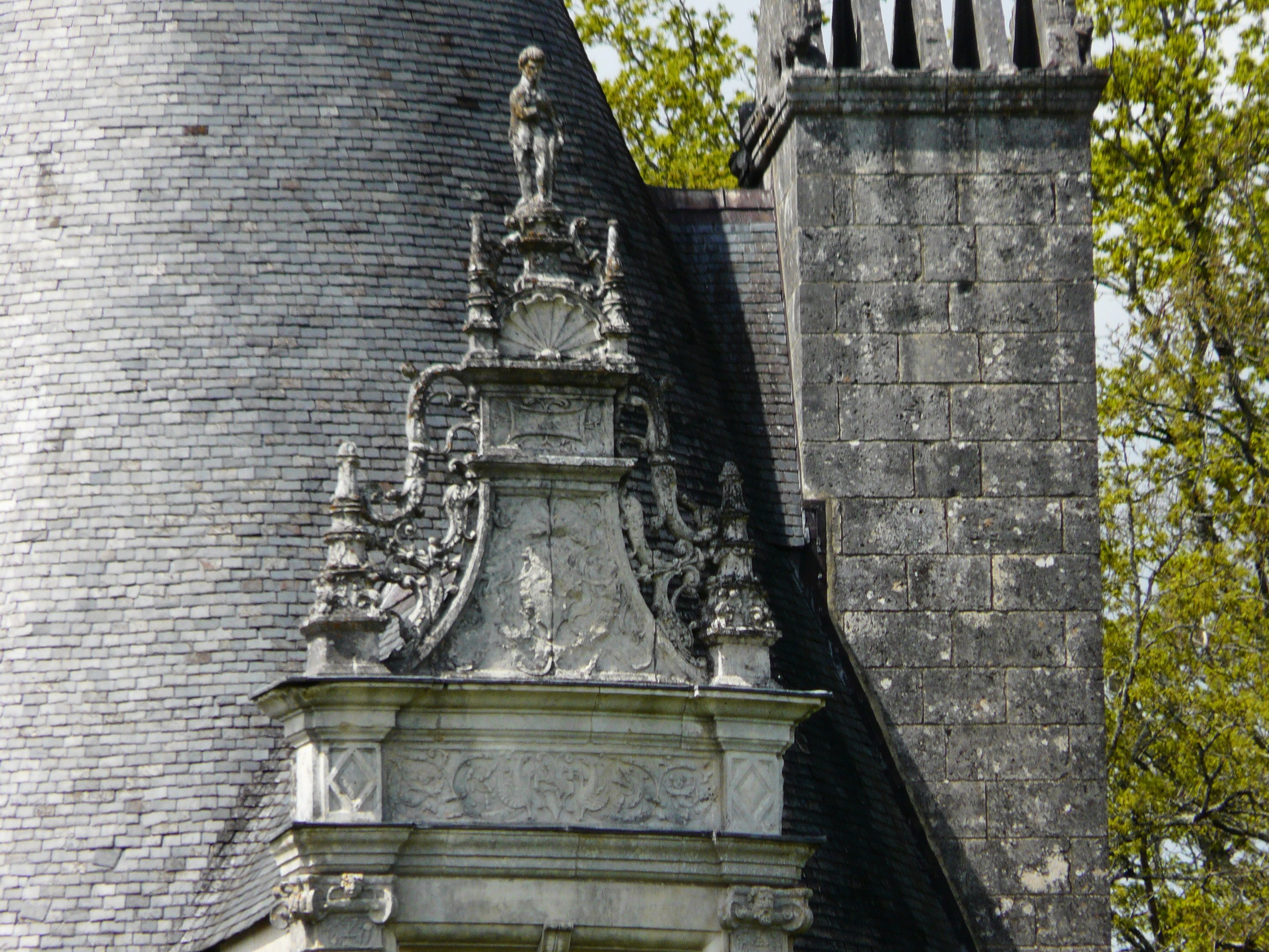
Un haut de lucarne décoré.
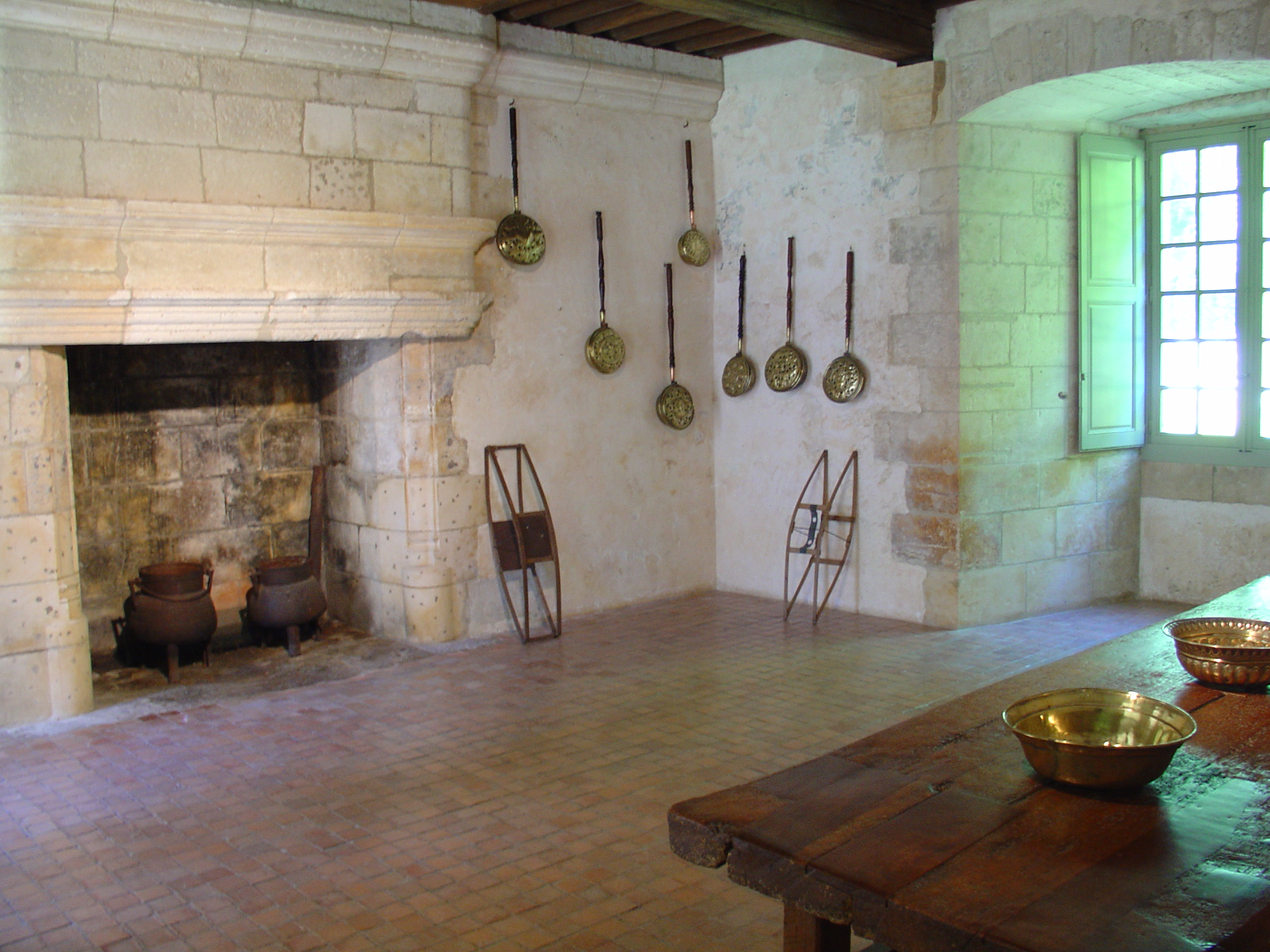
La cuisine.
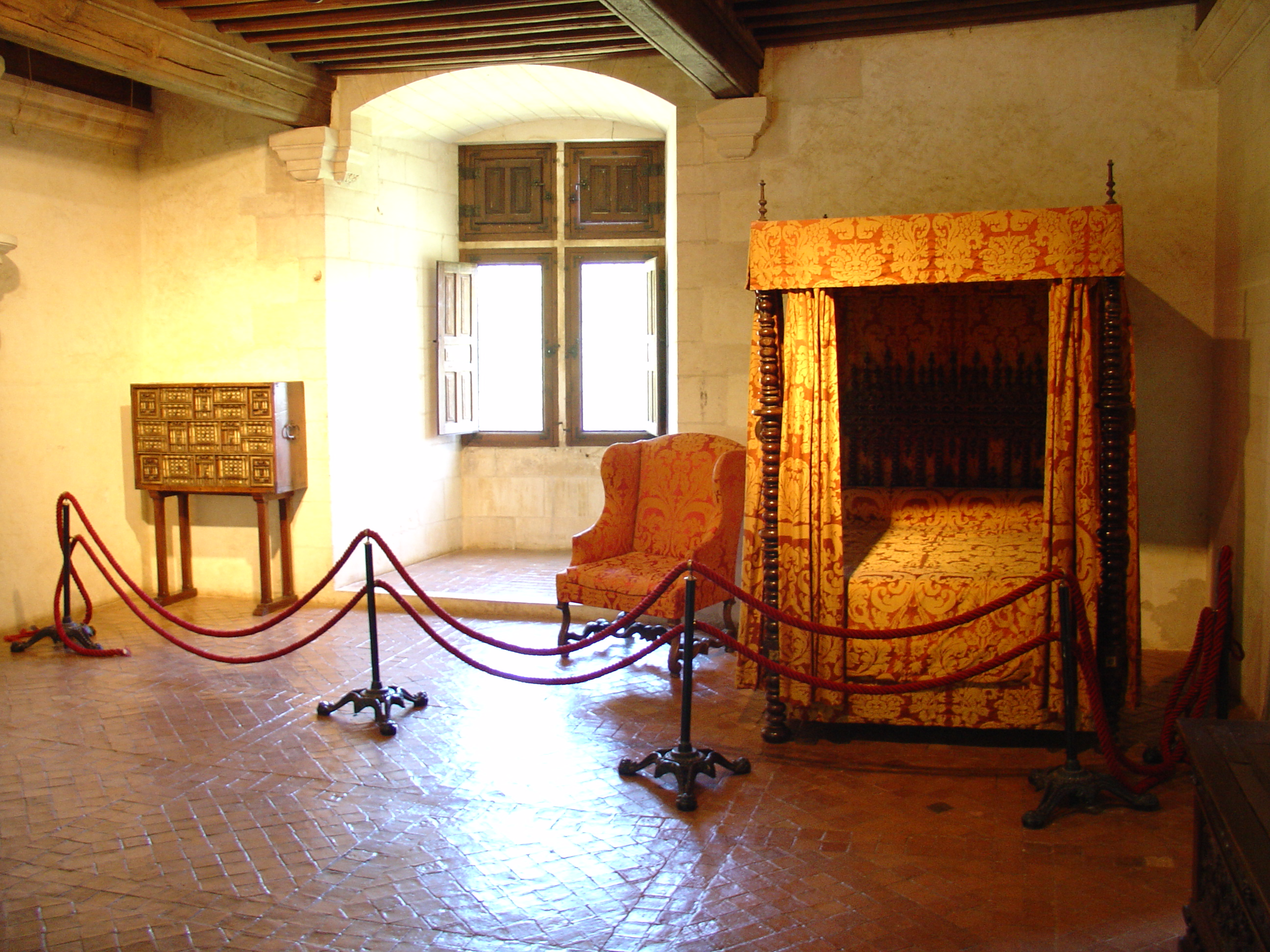
Une chambre à coucher.